# Dolenje Kamenje, Novo mesto
Dolenje Kamenje este o localitate din comuna Novo mesto, Slovenia, cu o populație de 83 de locuitori.